# Sadykierz (powiat tomaszowski)
Sadykierz – wieś w Polsce położona w województwie łódzkim, w powiecie tomaszowskim, w gminie Rzeczyca.
Wieś królewska w tenucie inowłodzkiej w powiecie brzezińskim województwa łęczyckiego w końcu XVI wieku. W latach 1975–1998 miejscowość położona była w województwie piotrkowskim.